# Do You Know the Way to San Jose
Do You Know the Way to San Jose är en sång skriven av Burt Bacharach och Hal David för Dionne Warwick. 
Sången släpptes som singel i april 1968 och finns med på skivan Dionne Warwick in Valley of the Dolls. Warwick vann 1969 en Grammy Award för sången.
Sången har spelats in av bland andra Connie Francis, The George Shearing Quintet, The Temptations/The Supremes, Frankie Goes to Hollywood och The Carpenters.
Siw Malmkvist sjöng 1968 in en svenskspråkig version med titeln "Snart så stiger solen upp igen" på albumet Siw nu!.

### Fotnoter
1. ↑  ”Svensk mediedatabas”. http://smdb.kb.se/catalog/id/001560284. Läst 17 februari 2012.